# Écury-sur-Coole

Écury-sur-Coole este o comună în departamentul Marne, Franța. În 2009 avea o populație de 463 de locuitori.